# Carel ter Linden
Carel Anton (Carel) ter Linden (Amersfoort, 2 oktober 1933) is een Nederlands predikant. Bij het grote publiek is hij vooral bekend als informeel hofpredikant van de koninklijke familie.

## Leven en werk
Carel ter Linden, de oudere broer van Nico ter Linden, studeerde rechten in Utrecht. Daarna ging hij theologie studeren. Hij werd toen lid van Secor Dabar, een gezelschap van studenten theologie. Tijdens zijn studie pleitte hij voor de oecumenische gedachte.
Ter Linden was legerpredikant in Ossendrecht en voorganger in de gemeenten Hoogvliet en Oegstgeest. Van 1983 tot 1999 was hij voorganger van de Kloosterkerk in Den Haag. In deze tijd leerde hij de Nederlandse koninklijke familie kennen, die regelmatig op zondag in de Kloosterkerk ter kerke gaat. Tijdens zijn afscheid van de Kloosterkerk in 1999 werd Ter Linden benoemd tot Ridder in de orde van Oranje Nassau.

## Relatie met de koninklijke familie
Carel ter Linden werd nationaal bekend tijdens de inzegening van het huwelijk tussen prins Constantijn en Laurentien Brinkhorst in mei 2001. Een jaar later, op 2 februari 2002, was hij de voorganger die het huwelijk van kroonprins Willem-Alexander en prinses Máxima kerkelijk inzegende en in 2004 volgde het huwelijk van prins Friso van Oranje-Nassau van Amsberg met Mabel Wisse Smit. Eerder al gaf hij catechisatie aan de prinsen Willem-Alexander, Friso en Constantijn. Ook was Ter Linden voorganger tijdens de uitvaartdiensten van prins Claus (2002) en prins Bernhard van Lippe-Biesterfeld (2004) in Delft. Op 16 augustus 2013 leidde hij de uitvaart van prins Friso in Lage Vuursche. Tevens doopte hij prinses Catharina-Amalia, dochter van toen kroonprins Willem-Alexander en prinses Máxima en ook Eloïse en Claus-Casimir, twee van de drie kinderen van prins Constantijn en Laurentien Brinkhorst, in een dienst van de Protestantse Kerk in Nederland.

## Religieuze opvatting
Carel ter Linden heeft een vrijzinnige opvatting over het geloof. In een interview in Trouw in 1997 zei hij, dat hij hoopte God te zien. Tussen 2004 en 2008 begon Ter Linden daar anders over te denken; dat God beeldend spreekt in een geestelijke werkelijkheid. Zo heeft hij twijfels geuit over het leven na de dood en noemde hij het opstandingsverhaal van Jezus een legende. Later nuanceerde hij deze laatste opmerking. Volgens Ter Linden is Jezus' opstanding geen lichamelijke gebeurtenis, maar moet deze "op een geestelijke wijze" worden begrepen. In juni 2013 verscheen zijn boek Wat doe ik hier in godsnaam?, waarin Ter Linden aangeeft niet meer in een persoonlijk "bovennatuurlijk opperwezen" en een leven na de dood te geloven. Een van de grootste obstakels daarvoor is volgens hem de wreedheid van de natuur. In oktober 2013 sprak hij over zijn opvatting in het televisieprogramma Adieu God? Ook in het tv-programma De Verwondering (NCRV) gaf hij nadere toelichting over zijn religieuze opvattingen. Volgens Ter Linden zijn de bijbelverhalen vooral te zien als levensverhalen, als metaforische vertellingen en Jezus wordt niet gezien als de biologische zoon van God. Over God spreekt hij als Geest die ons inspireert tot het doen van liefde, trouw en rechtvaardigheid: 'God kent zichzelf niet, zoals ook de liefde zichzelf niet kent. Het is de mens die het moet doen'. Ook over een leven na dit leven is hij duidelijk: dat is er niet.